# 布佛氏論證
布佛氏論證（Bulverism）由英國小說家C. S. 路易斯提出，是一種「訴諸為何相信」的非形式謬誤，其假定某觀點是錯的，由此出發解釋為什麼許多人會相信它，然後斷定該觀點是錯誤的。
布佛氏論證預設了一個不當的前提：如果某個信念可以由不理性的因素解釋，則我們不必理會這個信念。

## 形式
你相信甲是對的
（如果甲是錯的）由於乙，你會相信甲是對的
因此，甲是錯的

## 示例
例一
奶茶裡不需要加入鮮奶，只要加入奶精就可以模擬出鮮奶的味道，因此這杯奶茶一定不含鮮奶。
人們可以有合理的理由懷疑奶茶可能不含鮮奶，但不能據此斷定某杯奶茶一定不含鮮奶或一定含有鮮奶。
例二
魔術師可以表演出徒手打碎十塊瓦片的詐術，所以小華之前打碎二塊瓦片一定不是真的。
人們有合理的理由可以懷疑小華可能用詐術，但這不表示小華一定使用詐術，也不表示小華沒有使用詐術。
例三
很多人聲稱哥德巴赫猜想是對的，但人們只是檢驗大量的數字發現沒有反例，籍此認為這猜想可能是對的；不過人們只是認為這是正確的，卻從來沒有人能提供證明，由此看來，哥德巴赫猜想一定不成立，因此必然有一個偶數，不能表示成兩個質數的和。
在尚未有證明的狀況下，人們可以懷疑一個數學猜想是錯的，但這不表示該猜想一定是對的或錯的；況且有些猜想是無法證明真偽的。
例四
XXX在網路上聲稱自己是女生，可是XXX從來沒露臉，還總是找各種理由推辭，想辦法不在網友面前露面；而且在網路上，明明是男生卻聲稱自己是女生的人很多，所以XXX一定是男的。
從XXX的言行來看，人們可以合理地懷疑XXX很可能是男生，但這不表示XXX一定是男生或女生。

## 相關概念
- 訴諸可能
- 抵消假設

## 外部連結
- （英文）God in the Dock: "Bulverism"（页面存档备份，存于）